# Biserica de lemn din Văleni, Maramureș

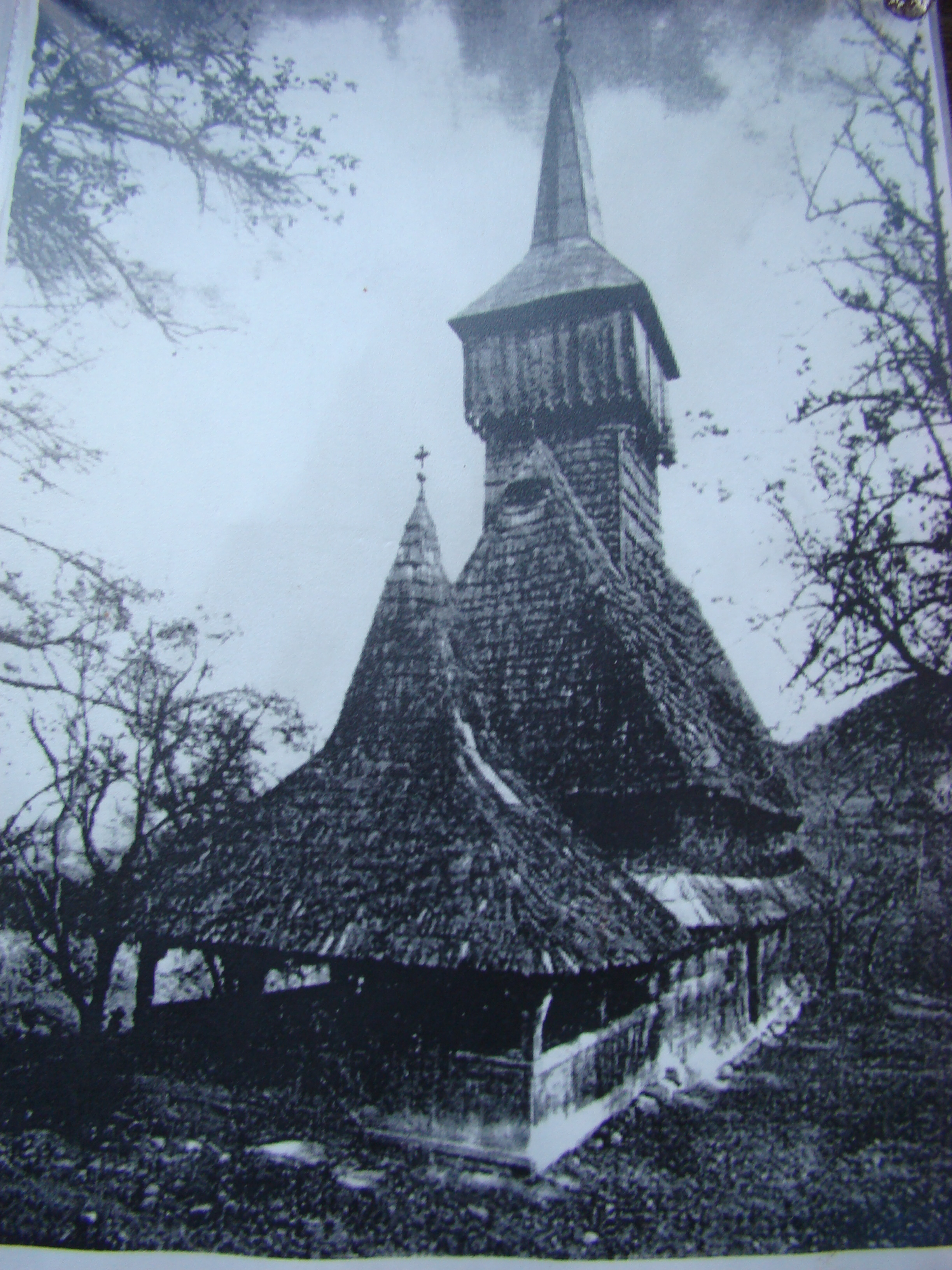
Biserica de lemn din satul Văleni înainte de demolare, fotografie din arhiva parohiei

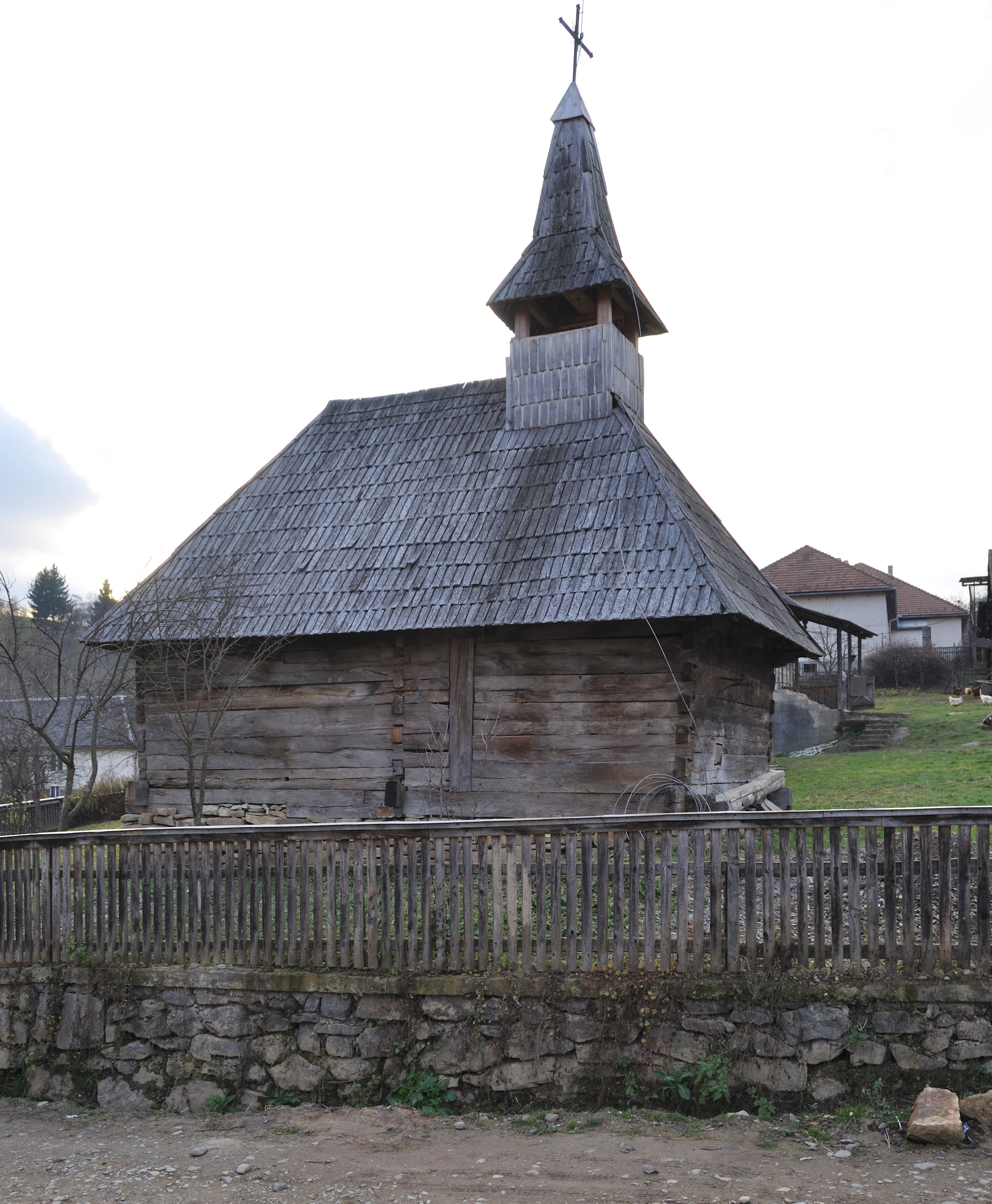
Biserica de lemn „Sfinții Arhangheli Mihail și Gavril” din satul Văleni, comuna Călinești, județul Maramureș, foto: noiembrie 2010.

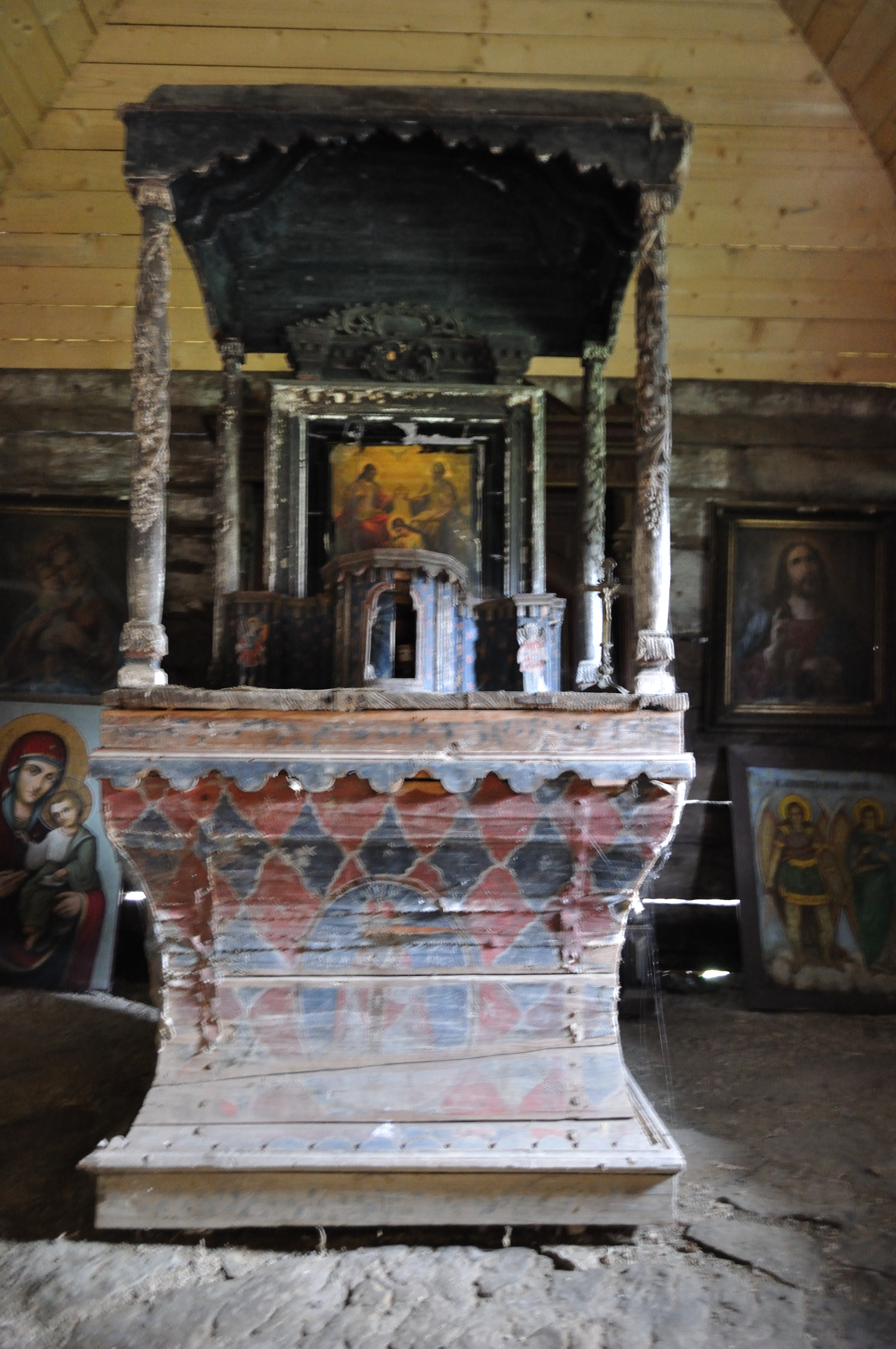
Masa altarului și chivotul

Biserica de lemn din satul Văleni, comuna Călinești, județul Maramureș are hramul „Sfinții Arhangheli Mihail și Gavril” (8 noiembrie). Biserica a fost construită la începutul secolului al XVI-lea.

## Istoric și trăsături
Conform datărilor dendocronolgice, biserica a fost ridicată la începutul secolului al XVI-lea și datele istorice o localizează în Cuhea (pe locul unei vechi biserici ctitorită de către familia voievodului Bogdan și ridicată între anii 1330-1340). În Văleni biserica a fost adusă la sfârșitul secolului al XVII-lea după cercetările arhitectului Baboș Alexandru, iar după Șematismul din 1900 biserica s-a ridicat în anul 1787 și a fost așezată într-un loc nou. Tradiția ne spune că la aducerea ei un rol important l-a avut un preot originar din Cuhea. În Văleni a slujit ca biserică parohială până în anul 1947 când a fost demolată.
Datarea dendocronologică este o metodă care oferă posibilitatea de a afla anul în care s-a tăiat lemnul din care a fost construită biserica. Datarea a fost realizată de un specialist islandez împreună cu arhitectul român Alexandru Baboș. În 1917 au fost colectate 417 probe din 20 de biserici, cu ajutorul unui burghiu special care permite extragerea unor cilindri de lemn subțiri, cât mai lungi, unde se văd inelele anuale formate în lemne. Analizele acestor probe s-au efectuat la un laborator din Suedia și au fost reexaminate pentru exactitate în Islanda, ocazie cu care bârnele bisericii din Văleni au fost datate la anul 1521.
Biserica avea 14 metri lungime și 5 lățime, era înzestrată cu pictură murală și icoane vechi lucrate în tempera pe lemn, deosebit de valoroase, care astăzi se găsesc la muzeul Maramureșului din Sighet; între acestea se păstrează și o icoană din secolul XIV. Pentru construcția bisericii s-au folosit bârne de stejar cu un diametru variabil între 34-54 cm și o lungime aproximativă de 11 m. Bârnele din pereți au fost cioplite cu o grosime de 11-15 cm și o înălțime de 30-40 cm. Fețele lemnelor sunt finisate neted cu barda pe toate cele patru părți.
Planul bisericii era dreptunghiular, cu altarul în hexagon, interiorul fiind împărțit egal între bărbați și femei, avea toate cele necesare cultului și putea primi 250 de credincioși. Bătrânii își amintesc că la femei pe jos erau podele, iar bărbații stăteau pe piatră. Acoperișul din șindrilă era în două ape cu două streșini, iar turnul împodobit cu scânduri, cu vârfurile crestate atârnând în jos. La începutul secolului XX s-a adăugat un pridvor. Ulterior biserica a fost sacrificată în favoarea construirii noii biserici de piatră pe care vălenarii au hotărât să o ridice începând cu anul 1934. Datorită greutăților financiare, biserica a fost vândută în 1944 și demolată abia în 1947, fiind evaluată în cantitatea de lemn de construcție (care valora doi boi). Nimeni nu s-a gândit la valoarea culturală și afectivă pentru atâtea generații care au prețuit-o și s-au rugat în ea. 
Prima inițiativă a demolării a eșuat, pentru că din senin s-a pornit un vânt puternic, iar omul care se urca pe turn s-a speriat și s-a dat jos chiar dacă era plătit pentru acest lucru. Cumpărătorul voia să renunțe la demolarea ei cerând în schimb banii înapoi, dar pentru că a fost refuzat și pentru a nu rămâne păgubit, a demolat-o. Lemnele bisericii s-au împărțit în trei. Dintr-o parte s-a construit o casă în Văleni, care a ars, trăsnită într-o furtună; a două parte s-a transportat în Cornești și nu se mai știe nimic de ea, iar din a treia parte s-a construit o șură cu grajd în Călinești (folosită pentru foarte scurt timp). Din inițiativa și prin acțiunea instituțiilor locale (Parohia Ortodoxă, Asociația culturală „Tiberiu Utan”, Școala generală) această a treia parte din biserică a fost readusă și ridicată în curtea parohială, ca o reparație istorică și morală, în anul 2005, an în care s-a resfințit biserica de zid și s-au sărbătorit 600 de ani de atestare documentară a satului Văleni. Se păstrează din vechea biserică Sfânta Masă din altar și Sfântul Chivot (cu pictura destul de bine conservată), câțiva prapori și ușile împărătești.

## Imagini din interior

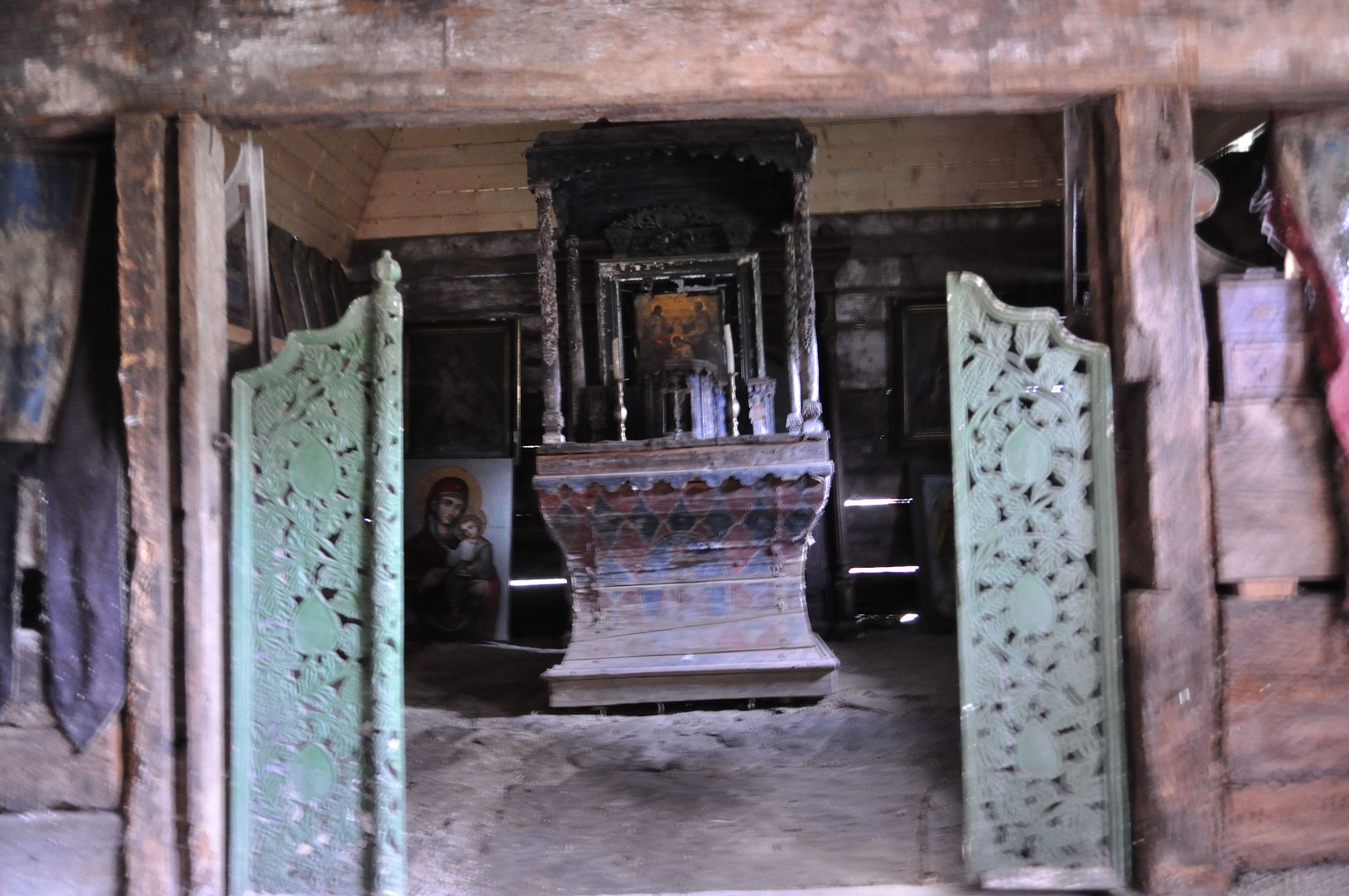
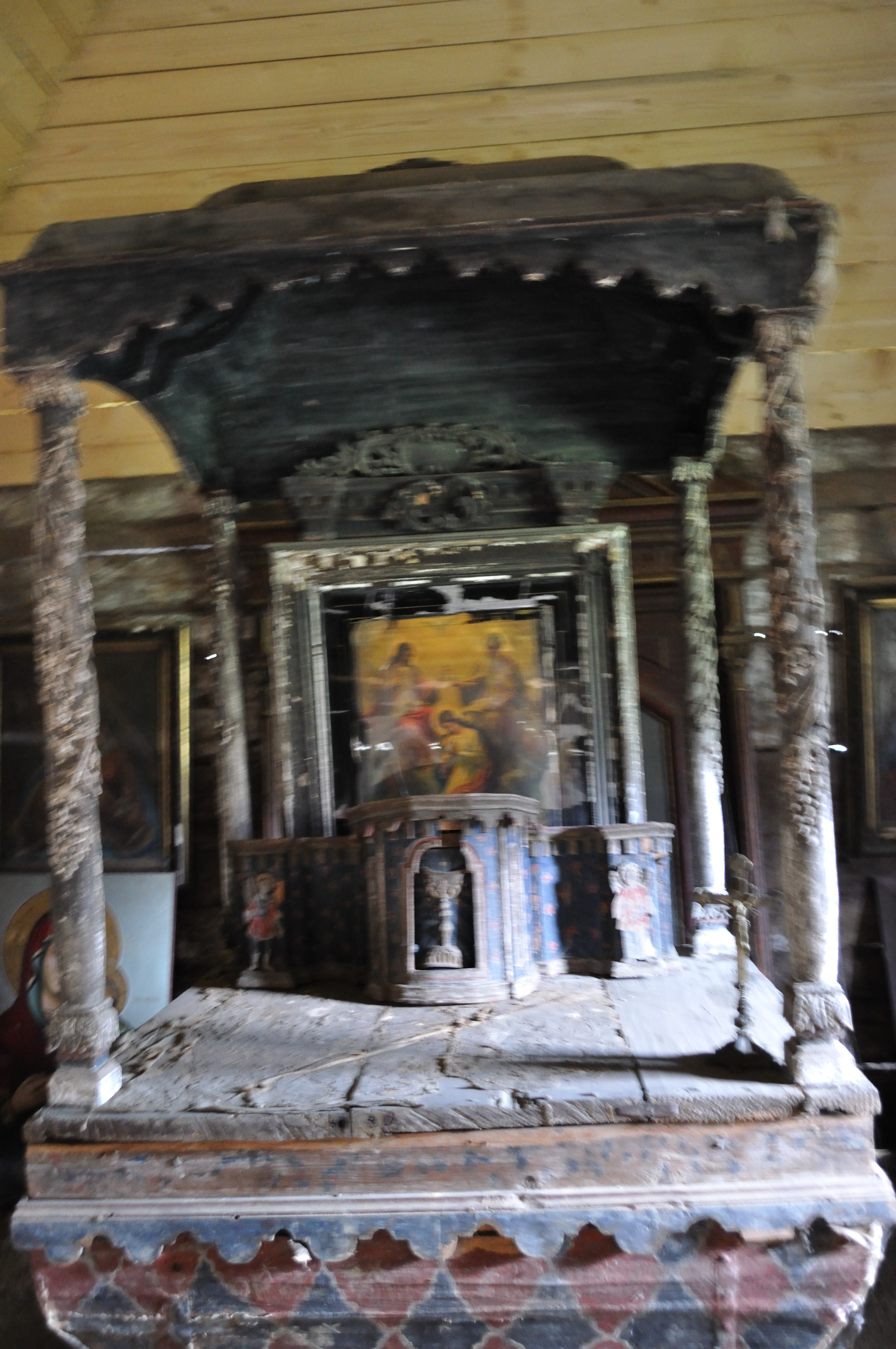
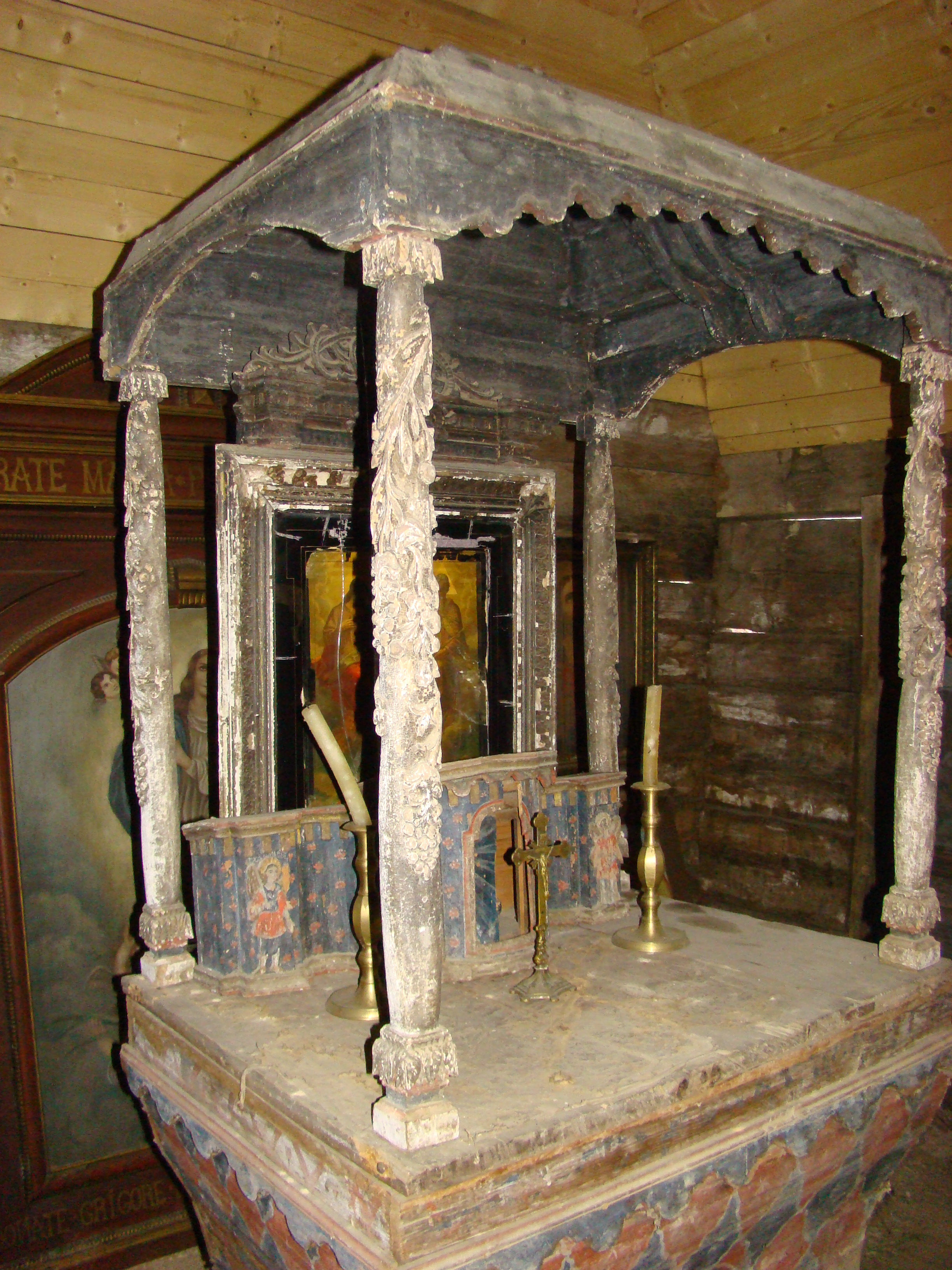
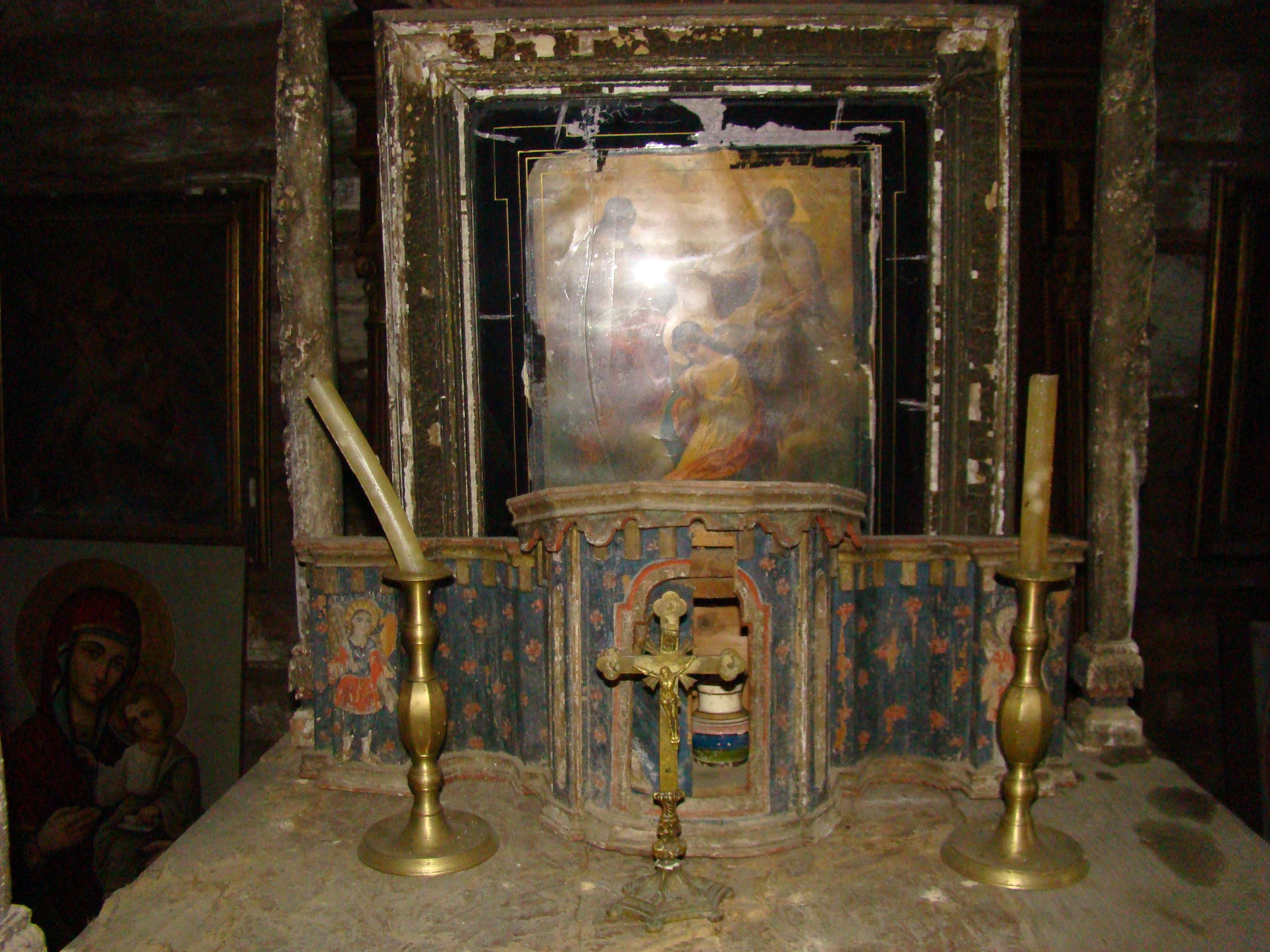
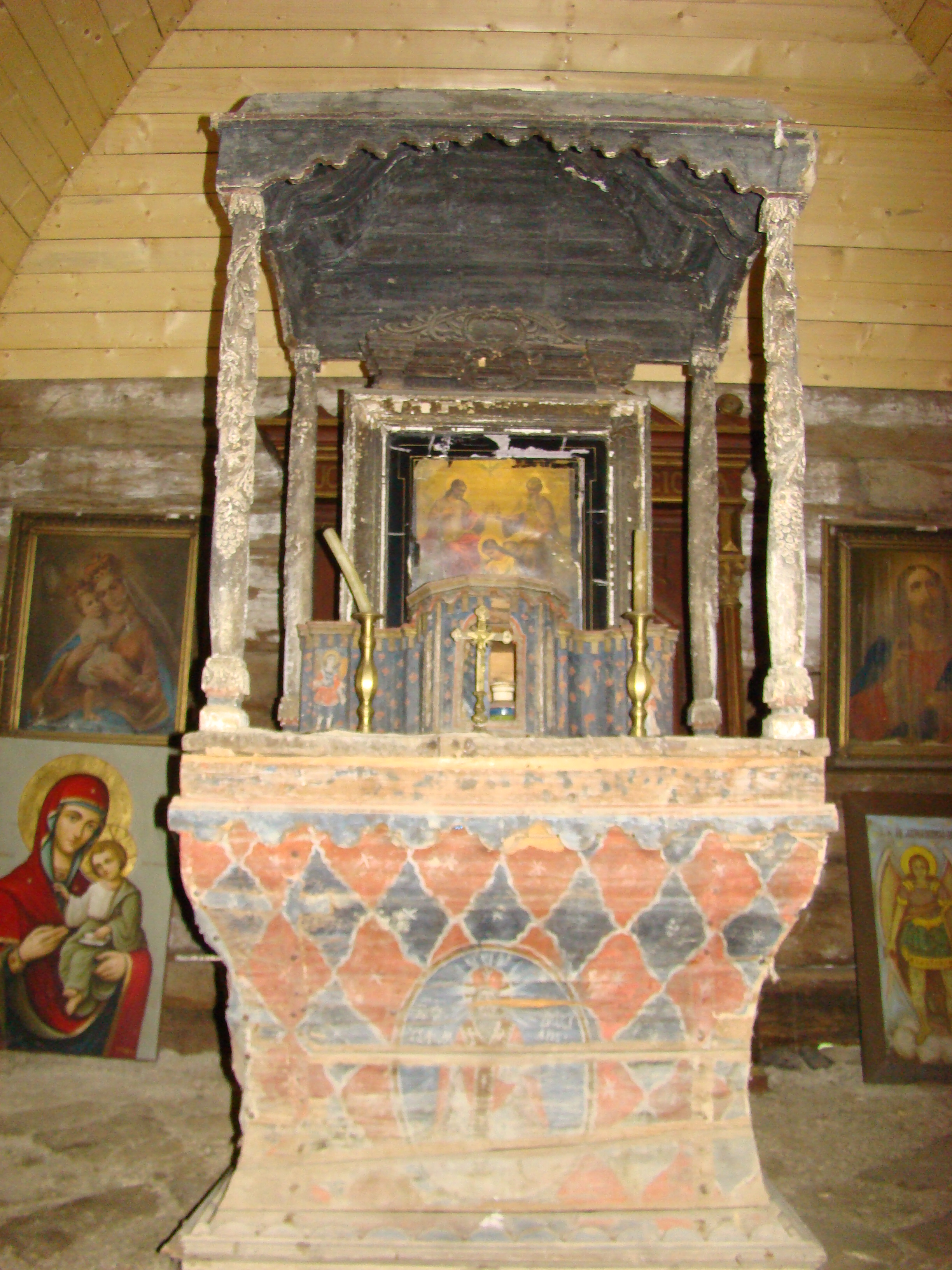
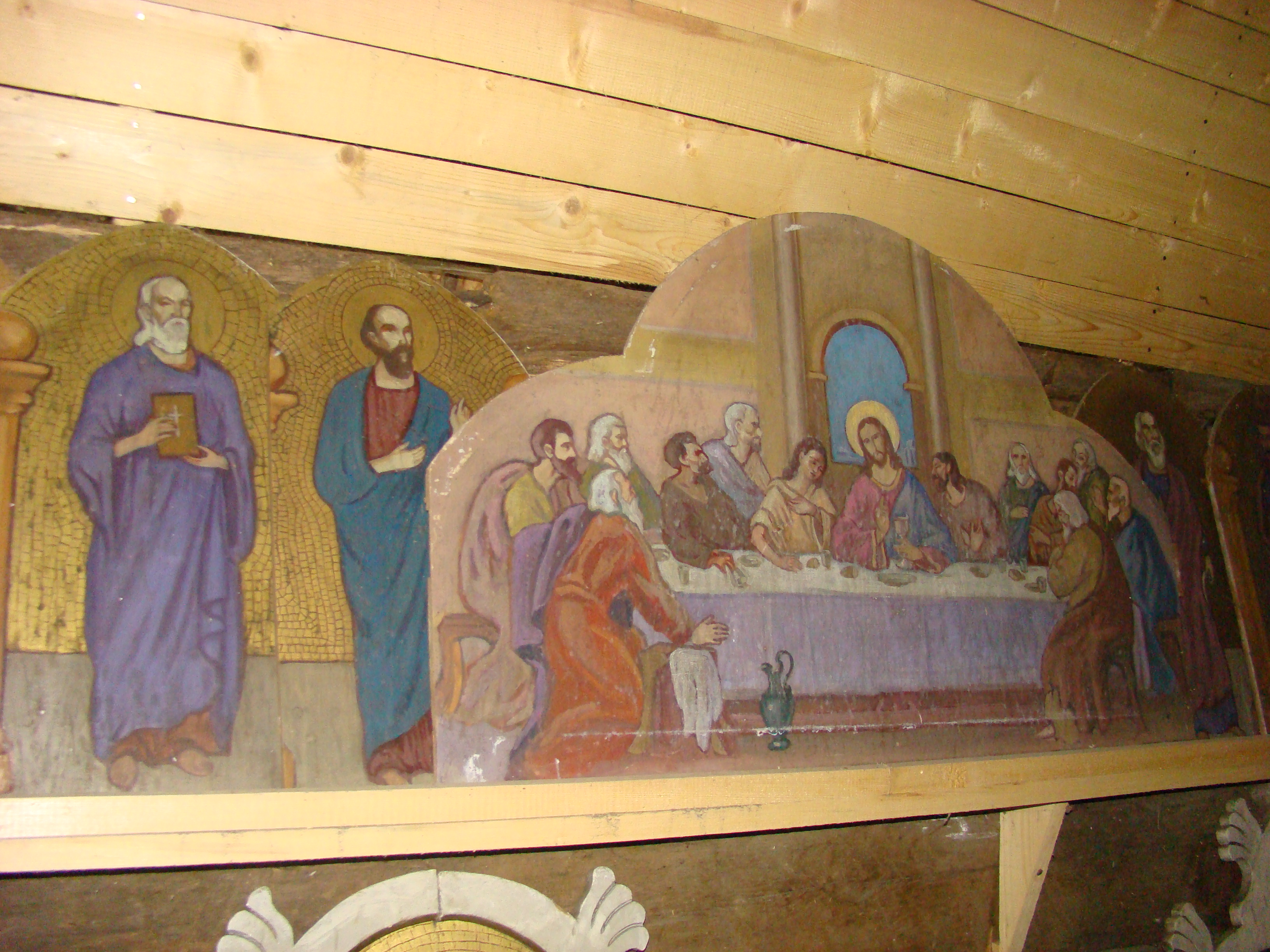
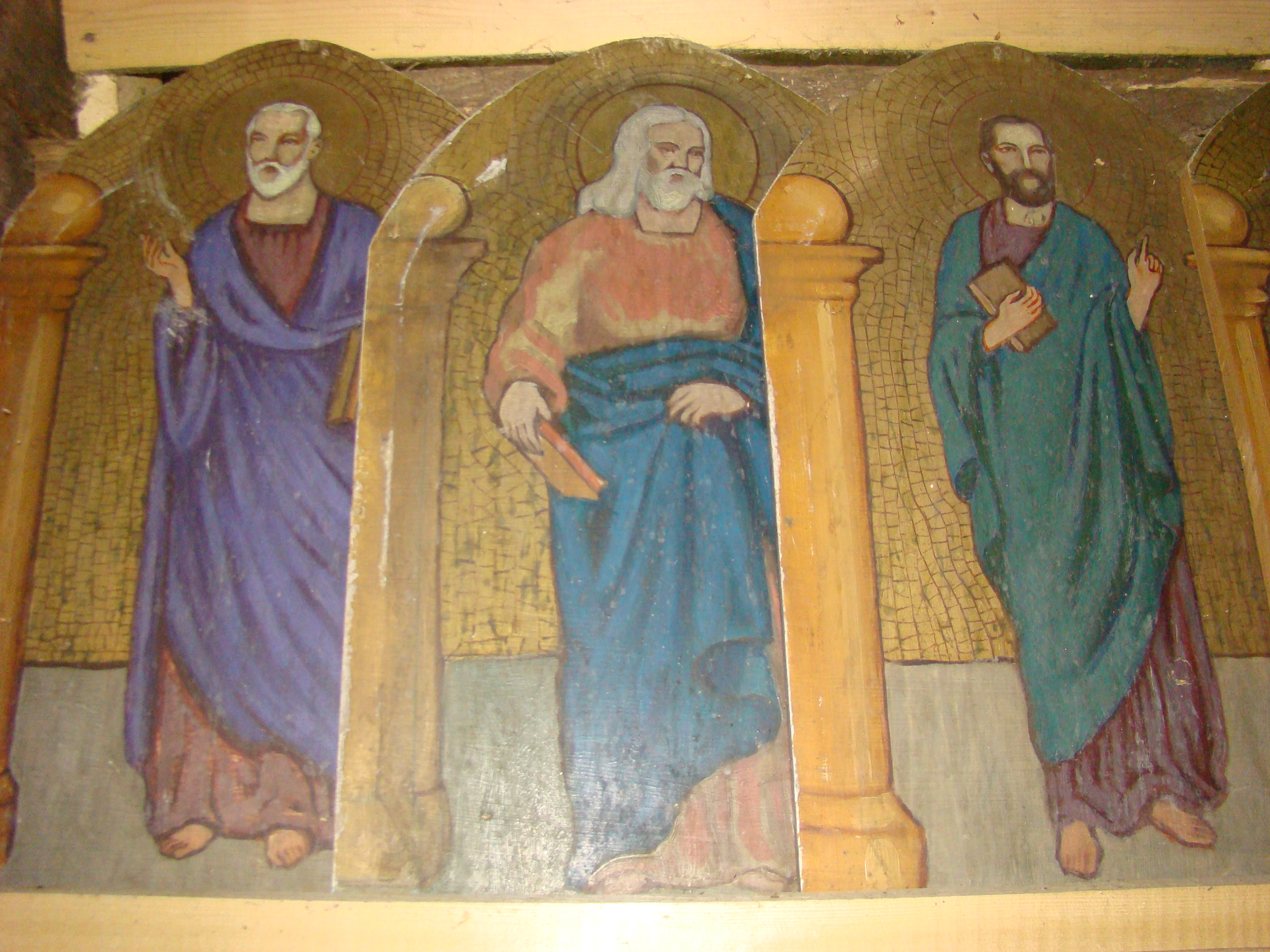
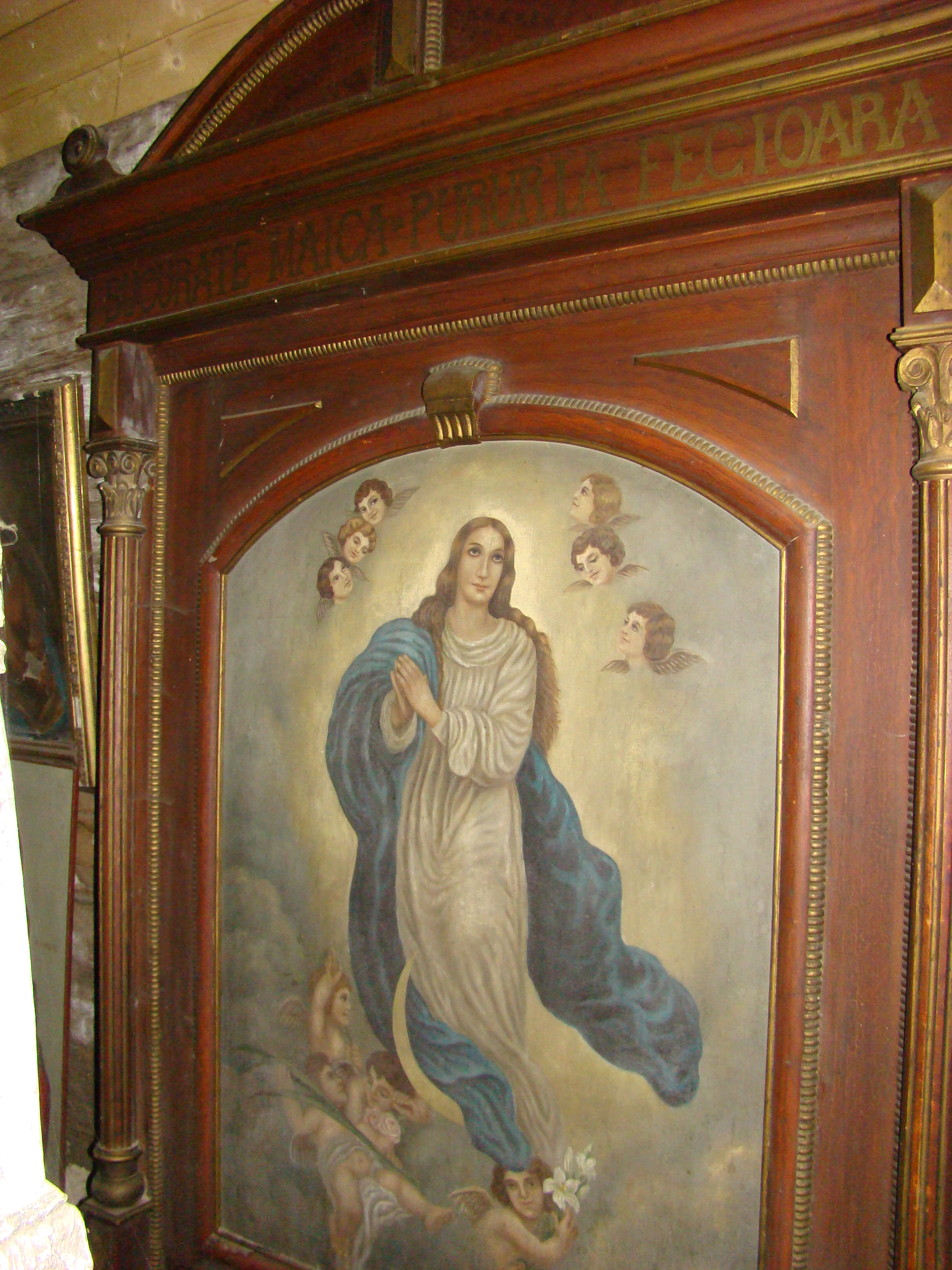
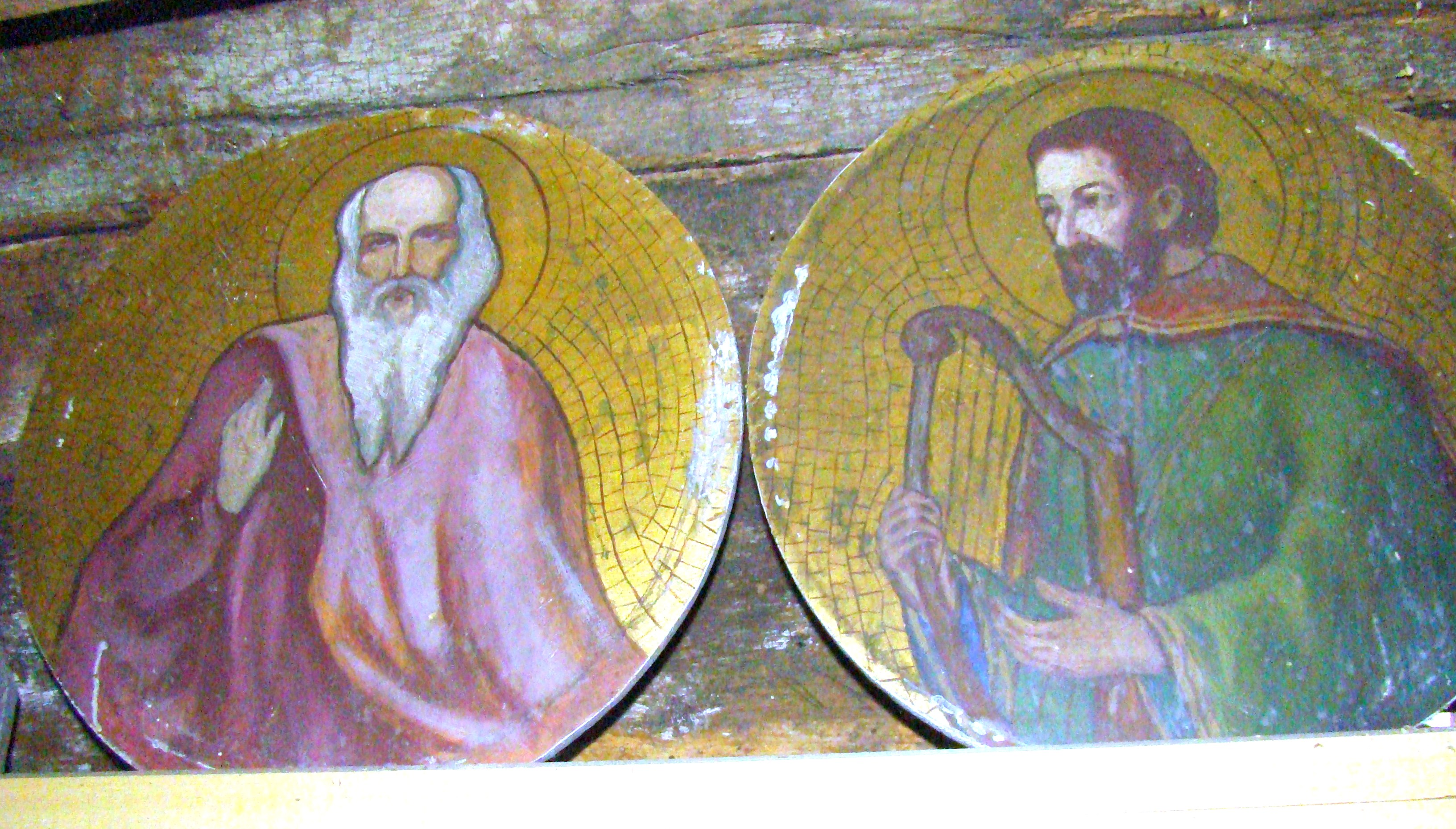
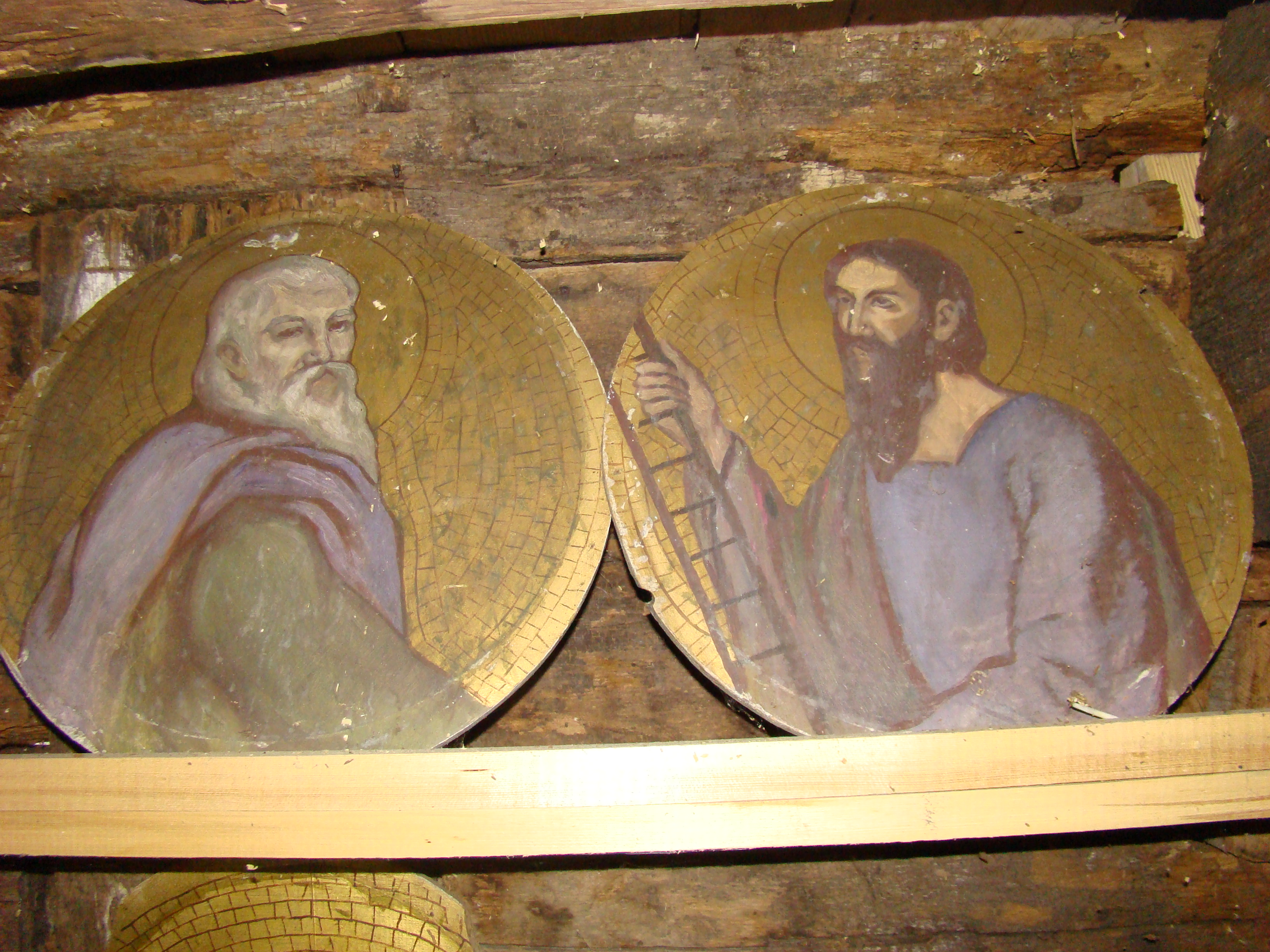
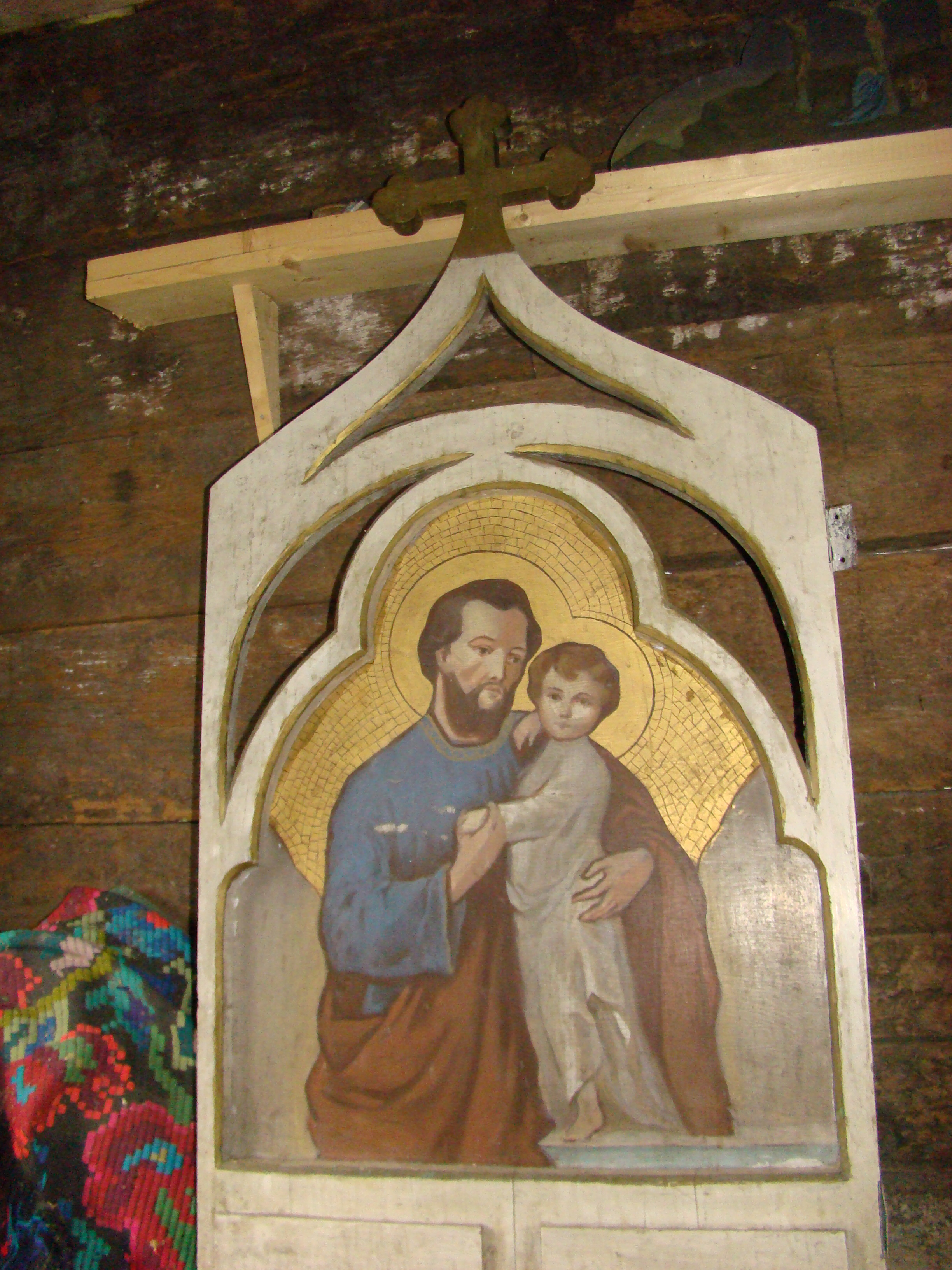
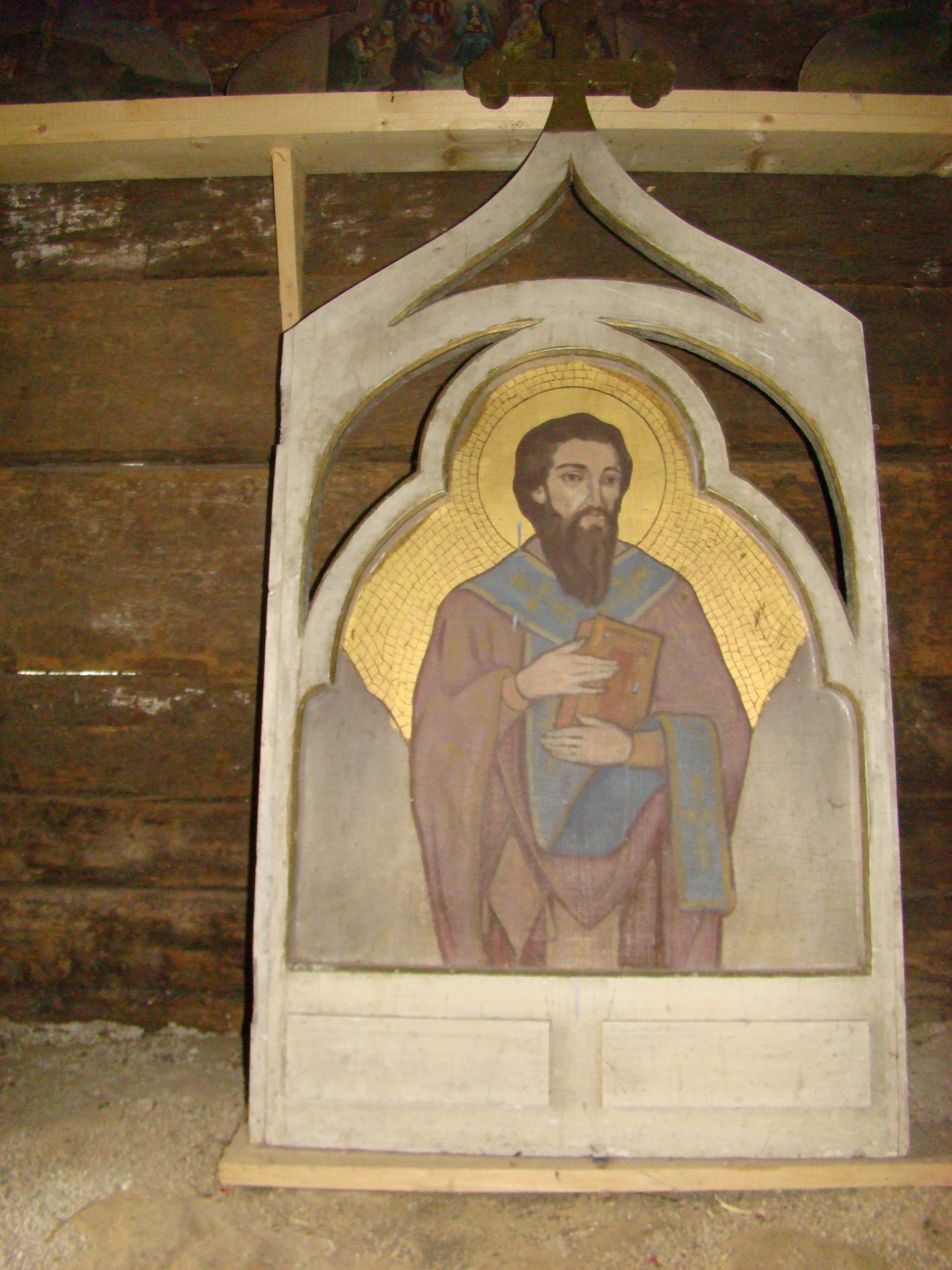

## Imagini din exterior

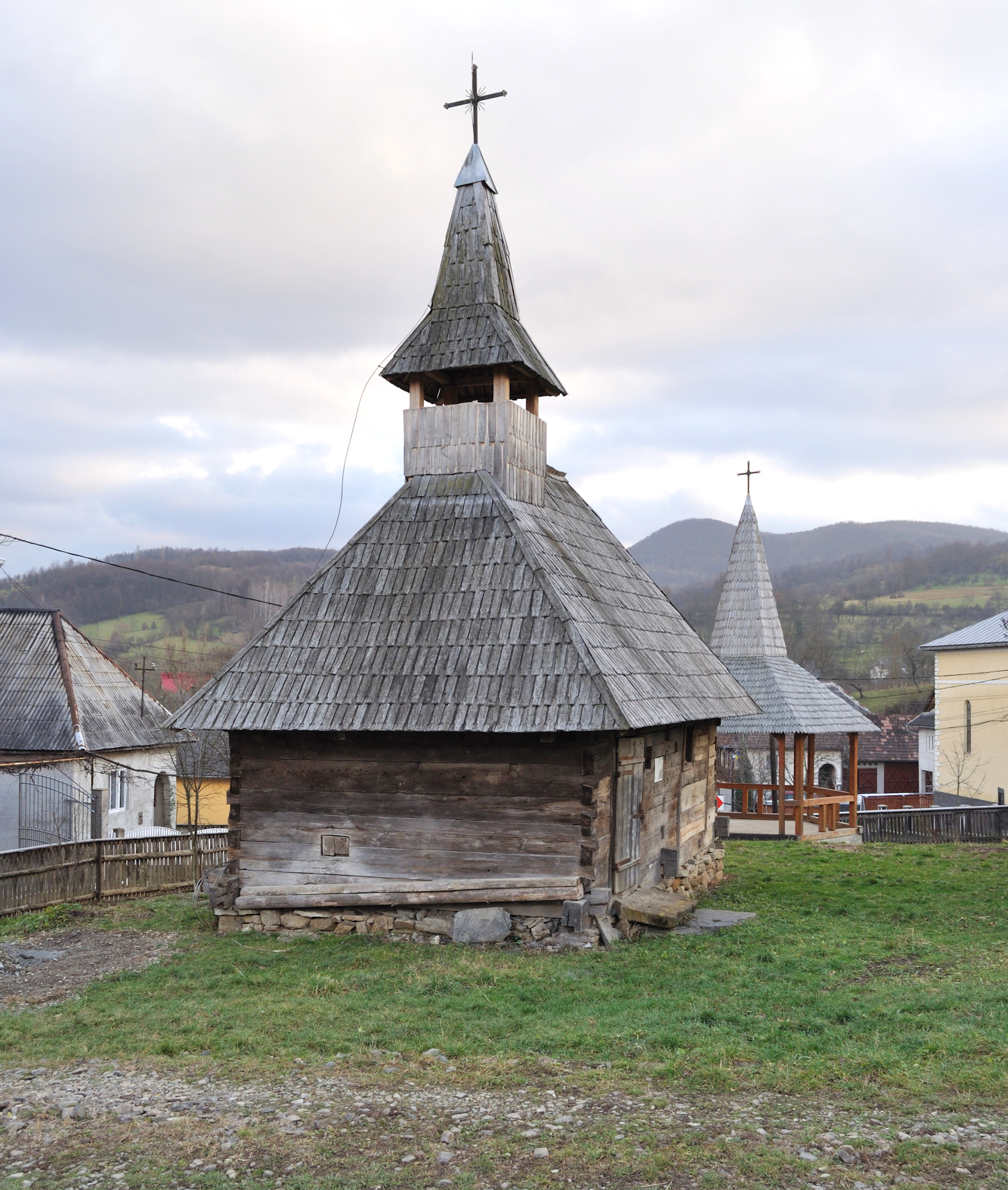
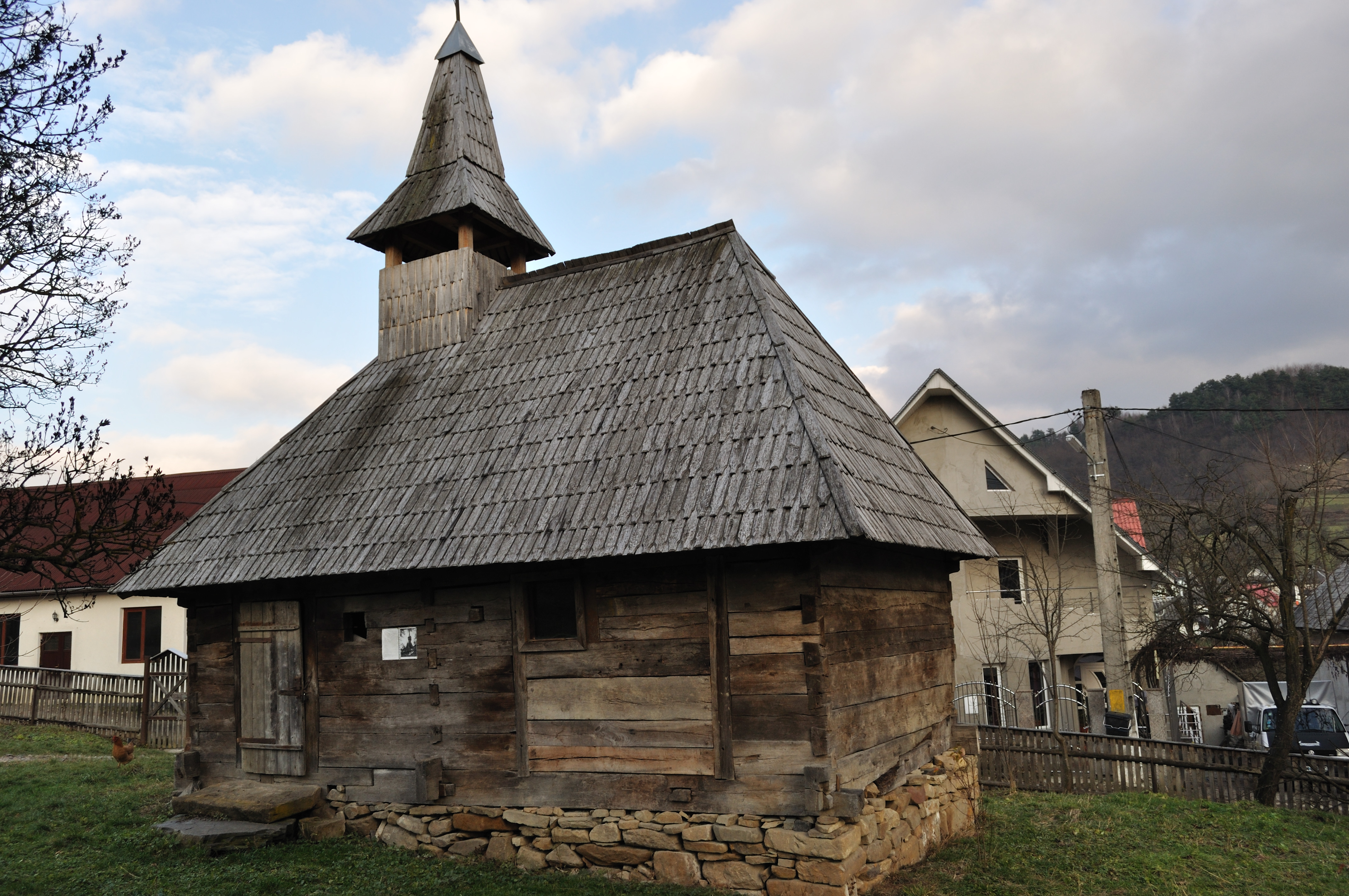
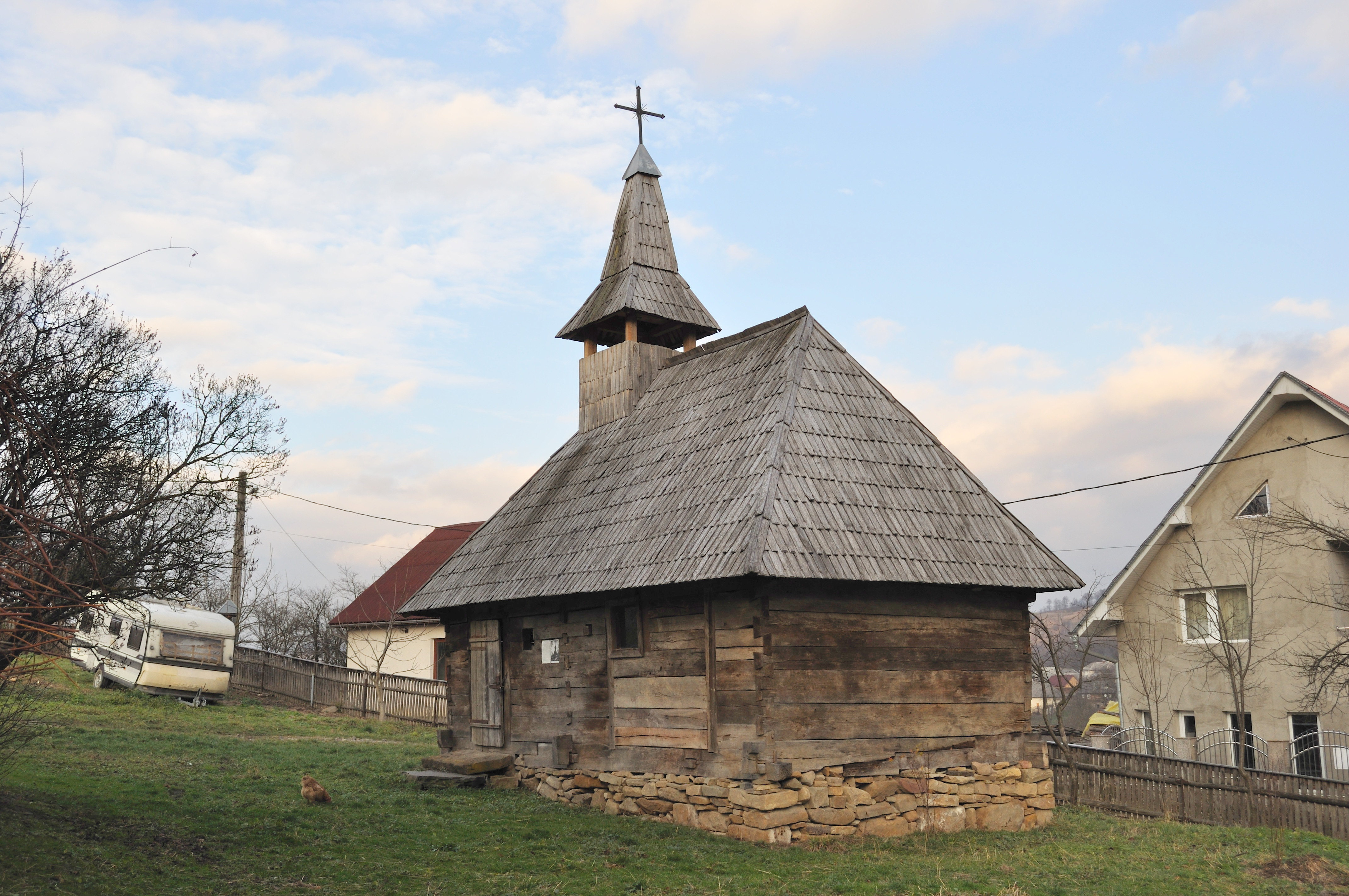
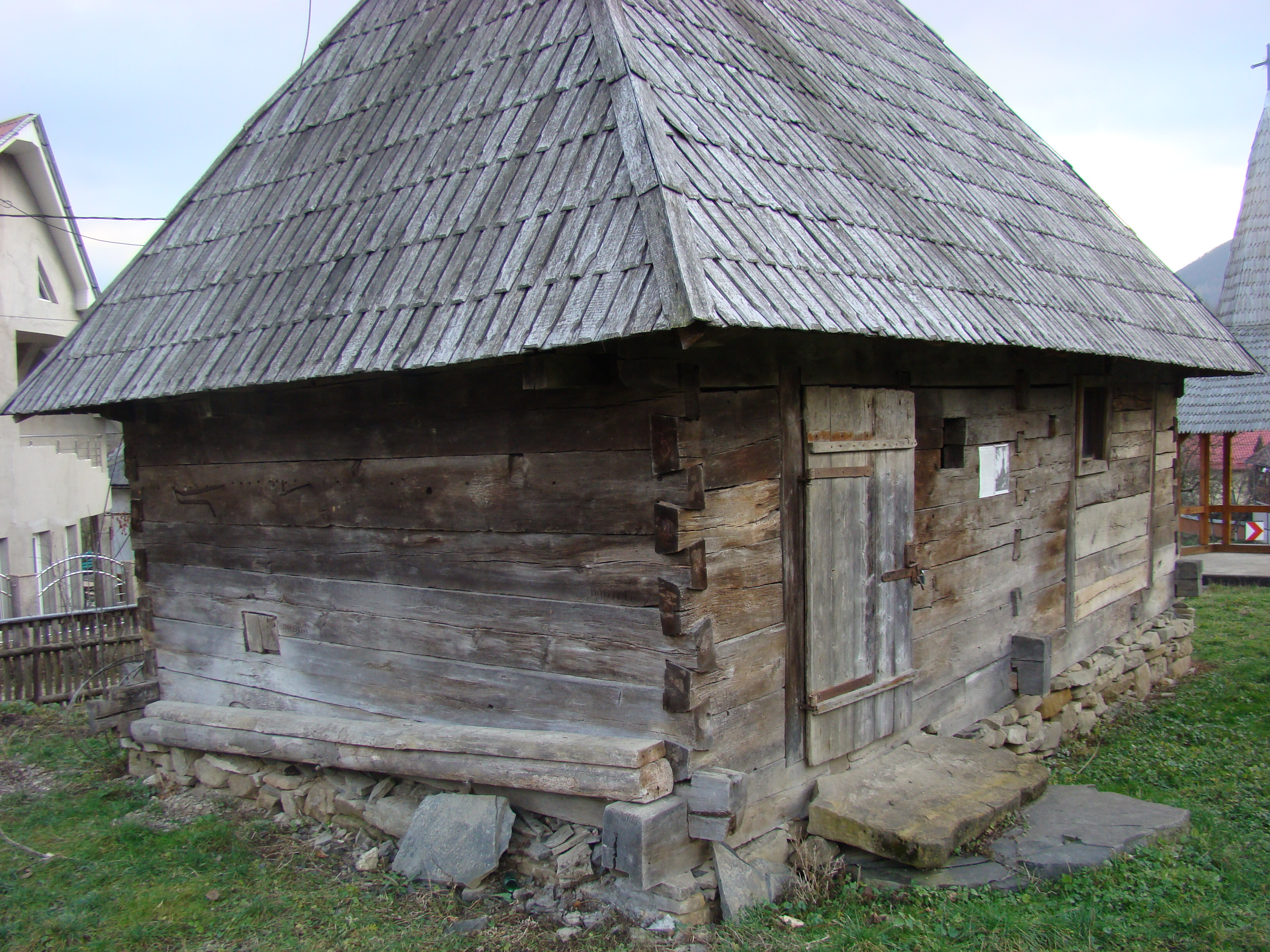
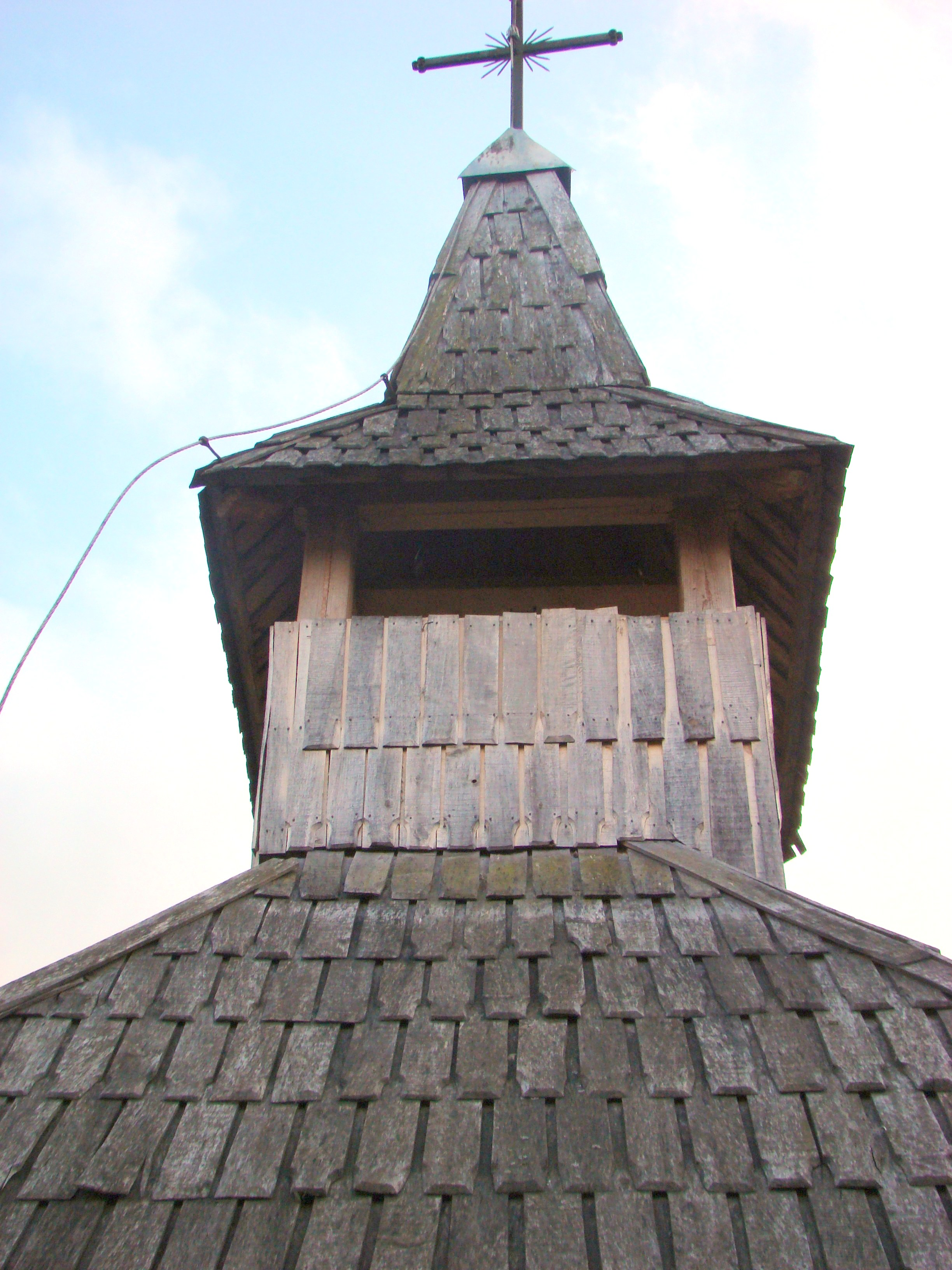
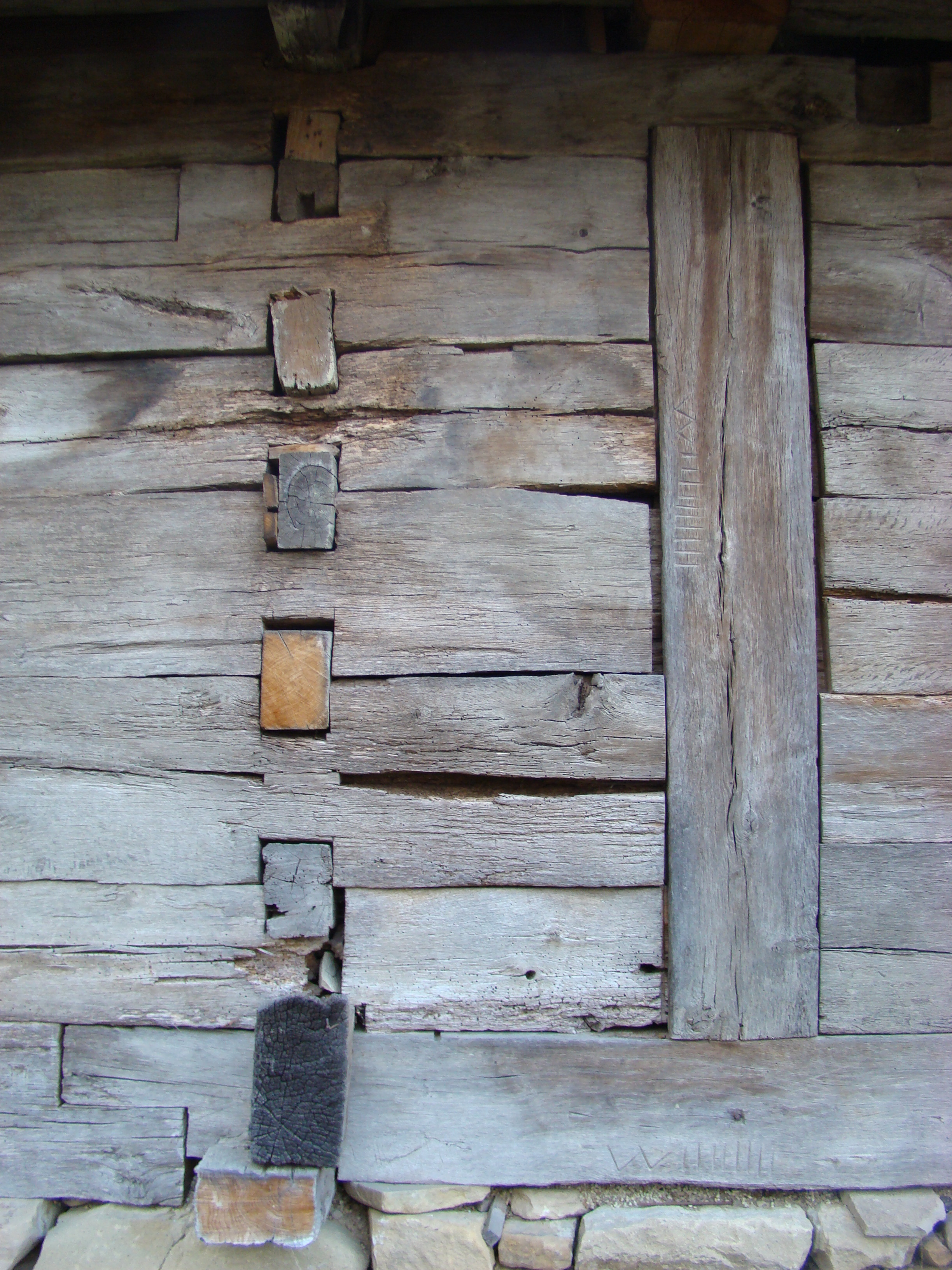
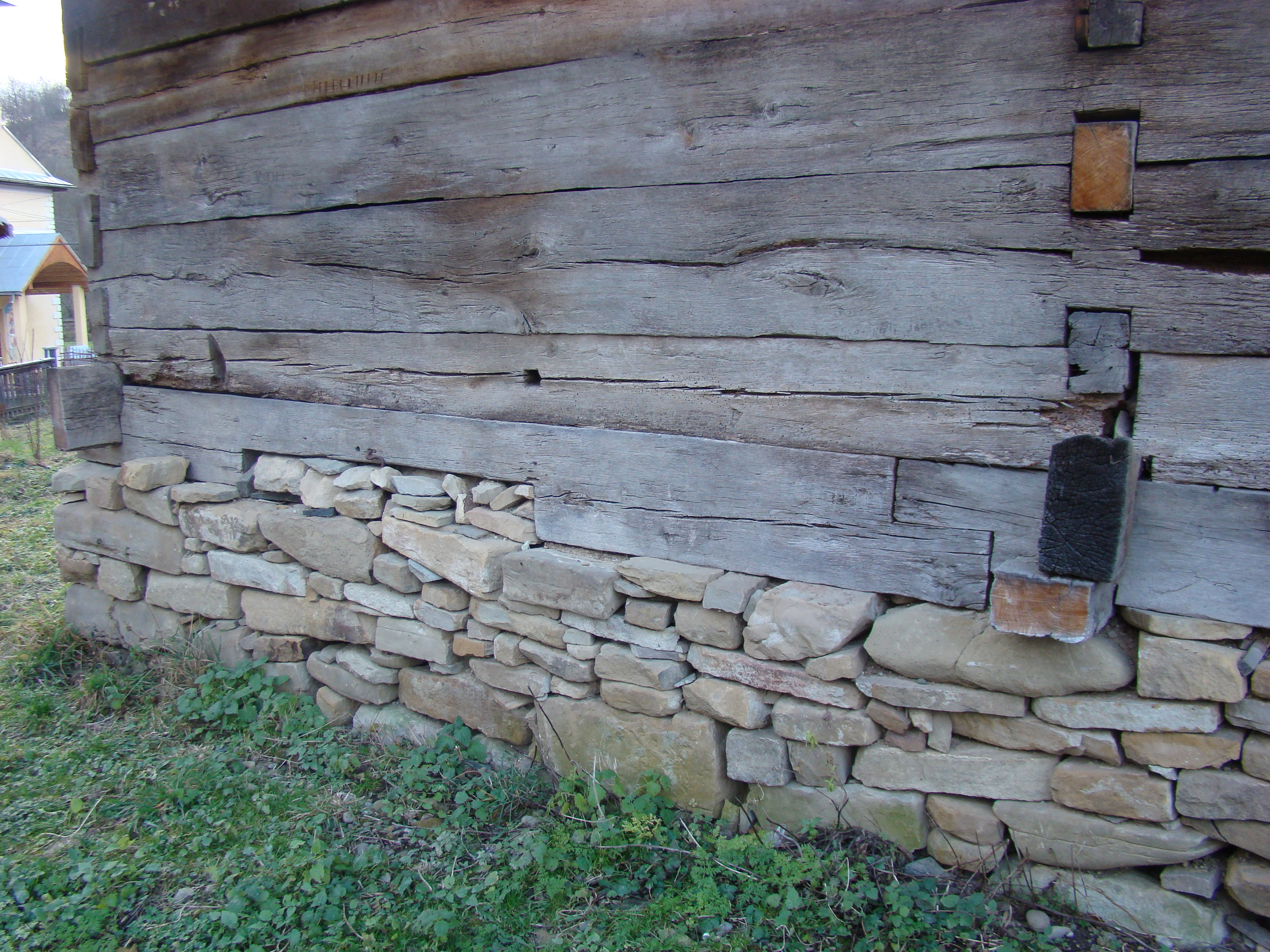
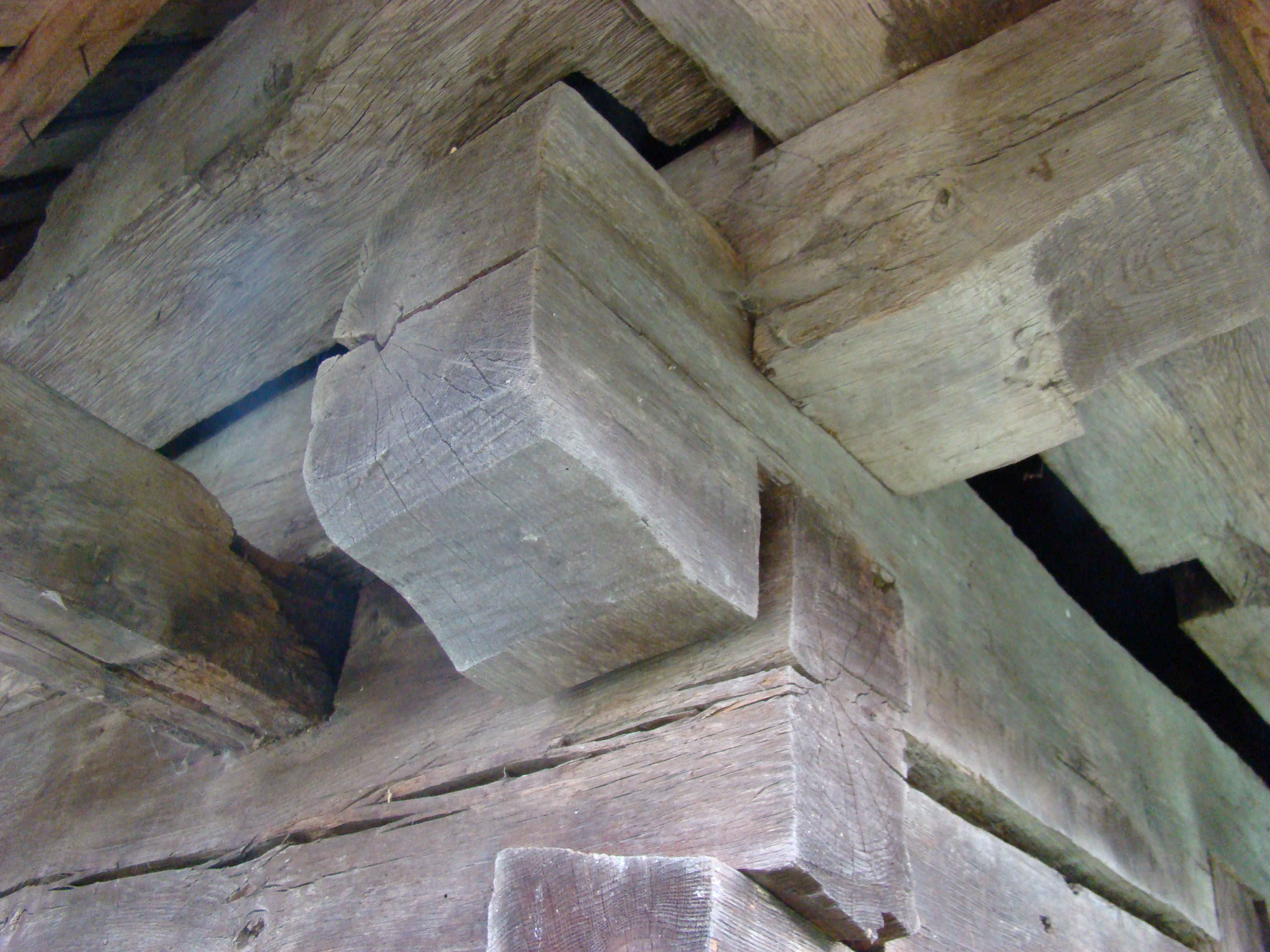
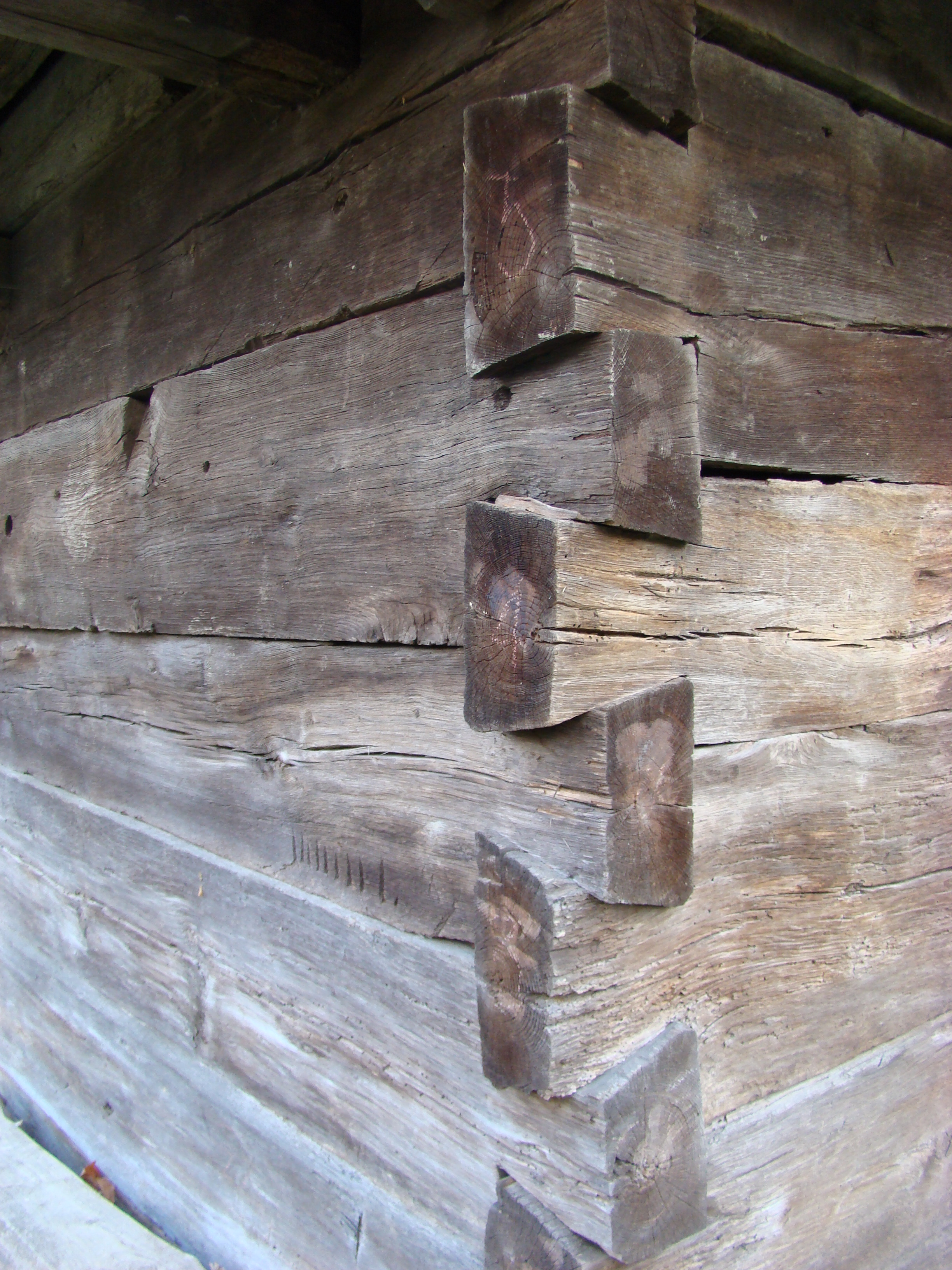
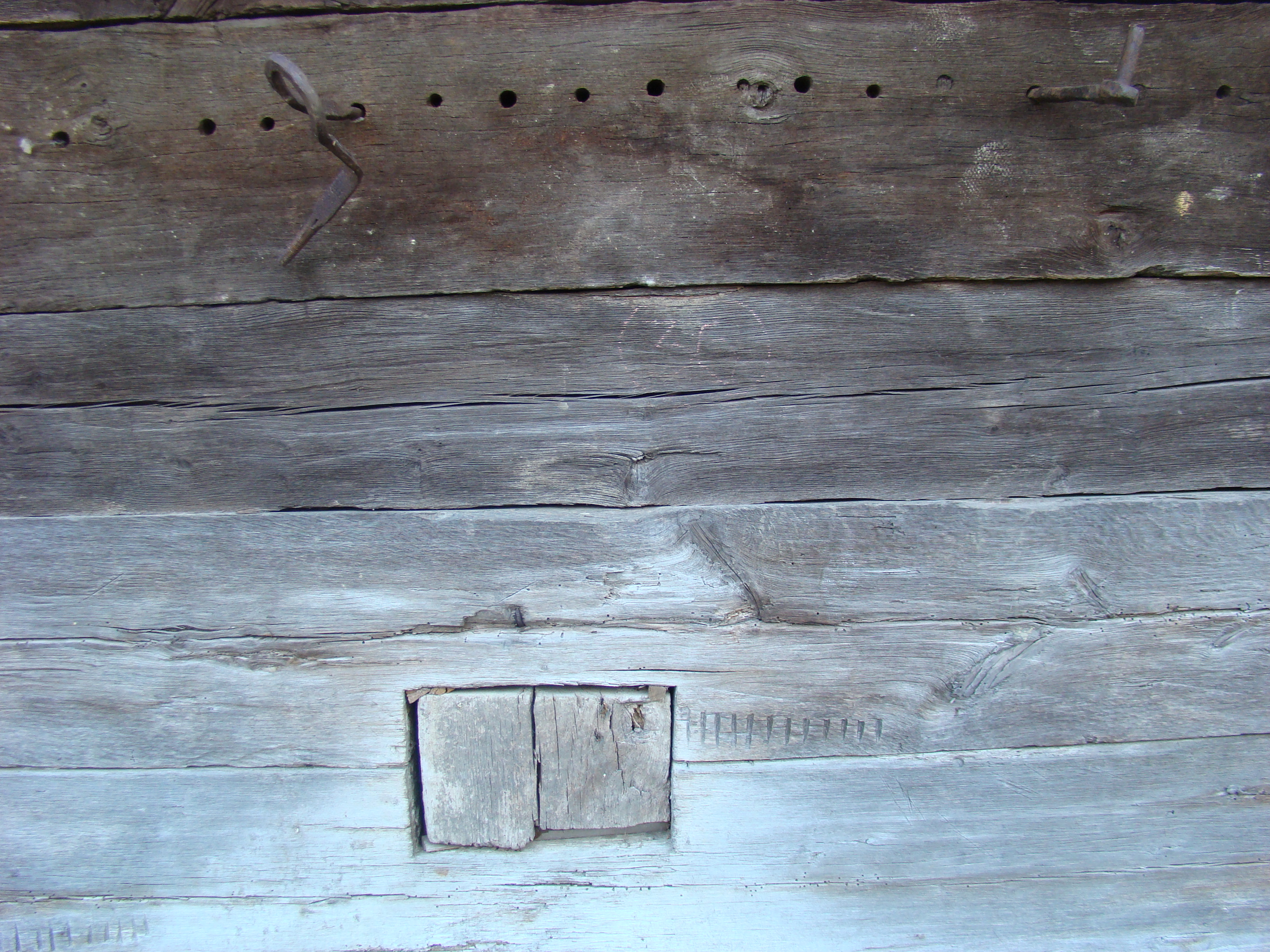
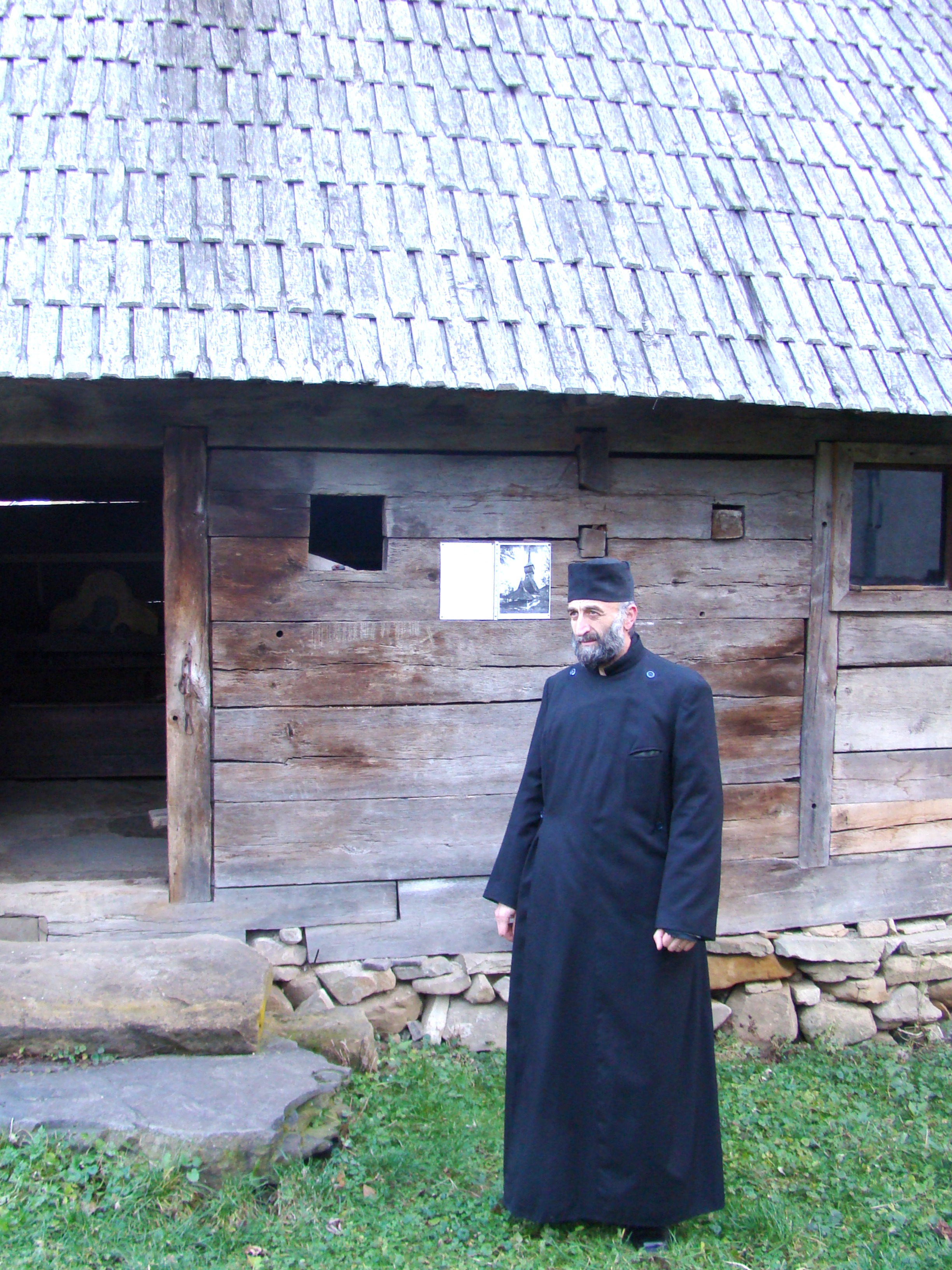
preotul paroh Ioan Bologa
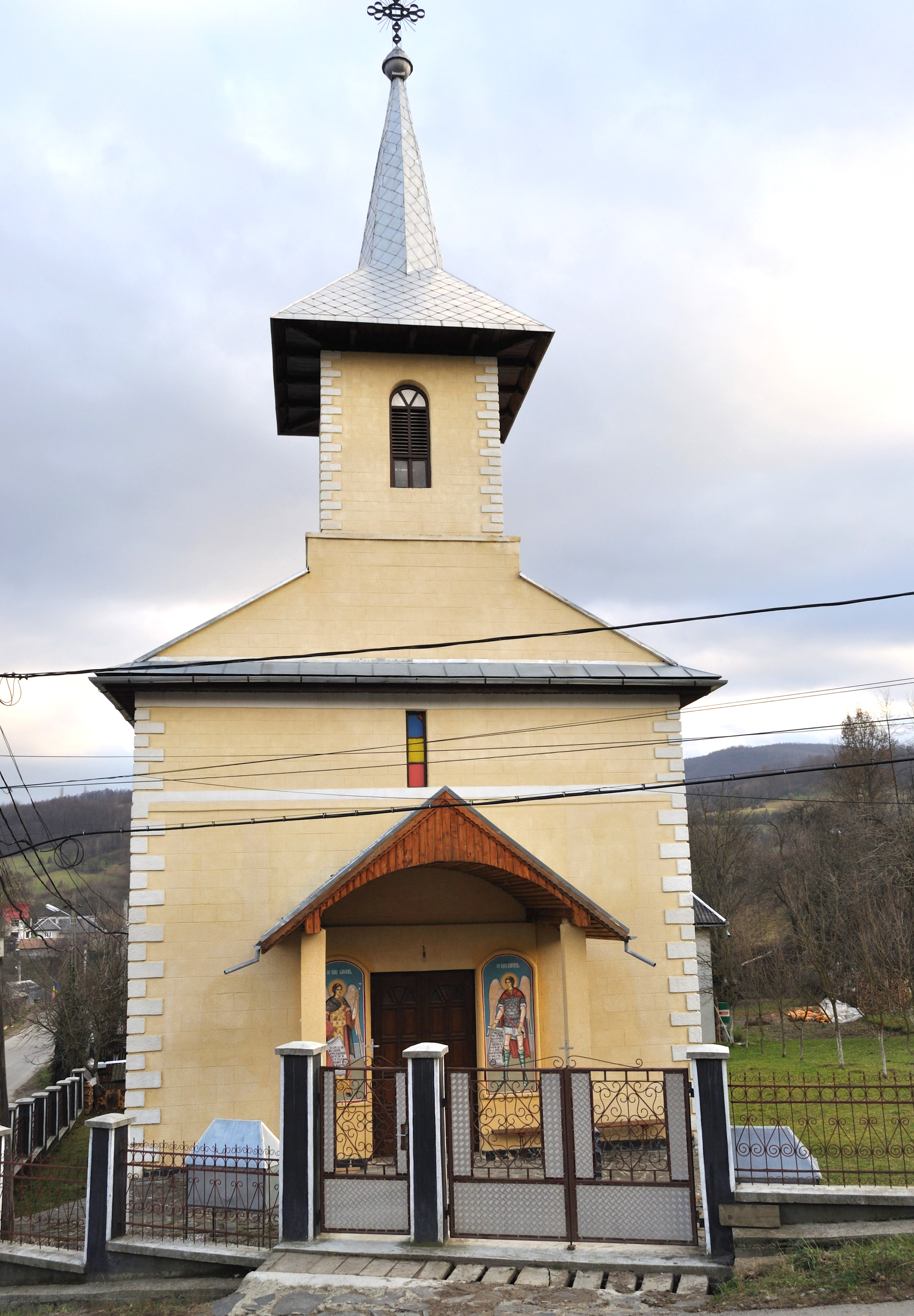
Biserica de piatră „Sfinții Arhangheli”